# Северное сияние (масонская ложа)
Северное сияние — список масонских лож когда-либо существовавших во России и во Франции.

## Ложа «Северное сияние» ВВФ
Первой известной ложей под именем «Северное сияние» стала ложа, основанная в Петербурге в 1909 году Великим востоком Франции. Численность ложи составляла всего 5 масонов. Ложа проработала недолго, всего 2 года, и в 1911 году была закрыта со всеми ложами ВВФ в Российской Империи.

## Ложа «Северное сияние» № 523 ВЛФ
Учредительное собрание прошло 2 декабря 1923 года. Инсталлирована ложа была 14 января 1924 года. Основана военными, в большинстве своём бывшими членами «Англо-саксонской» ложи. Работала под эгидой Великой ложи Франции по Древнему и принятому шотландскому уставу под № 523. До Второй мировой войны собрания проводила в русском масонском доме на улице Иветт, после войны в помещении Великой ложи Франции на улице Пюто. Восстановлена после войны Г. Н. Товстолесом 24 апреля 1945 года. В 1946—1948 годах часто проводила совместные собрания с ложей «Лотос». В 1958—1959 годах часто собиралась на квартирах членов ложи, затем фактически прекратила свою деятельность. Формально работала по 1965 год.
Создателей этой ложи было 19, и в большинстве своём они были посвящены в ложе «Астрея» № 500 ВЛФ. Среди основателей были её будущие досточтимые мастера, промышленник Мамонтов, князья Вяземский и Лышинский, генералы Половцов и Голеевский. Ложа включала многих офицеров Императорской гвардии, принадлежавших к родовой знати, чьи предки зачастую были частью русского военного масонства XVIII — начала XIX века. Эта ложа была не только по вере своих членов, но и по всему своему характеру сугубо и подчеркнуто христианской, даже можно сказать глубоко и проникновенно православной. Вскоре по инсталляции к ложе присоединились граф Адам Бенигсен, князь Иван Воронцов-Дашков, Александр Давыдов, граф Дмитрий Шереметев, граф Александр Келлер, чуть позже — Сергей Маковский, Никита Муравьев и др.. Численность ложи за 41 год (с 1924 по 1965) составила 119 масонов.

## Ложа «Северное сияние» № 9 ВЛР
Ложа была учреждена 28 ноября 1998 года в Москве под юрисдикцией Великой ложи России.